# Forcipomyia trinidadensis
Forcipomyia trinidadensis är en tvåvingeart som beskrevs av Saunders 1964. Forcipomyia trinidadensis ingår i släktet Forcipomyia och familjen svidknott. Inga underarter finns listade i Catalogue of Life.